# Центральный военный округ (КНР)
Центральный военный округ или Центральный театр боевого командования НОАК (кит. 中国人民解放军中部战区, англ. Central Theater Command) — один из пяти военных округов Народно-освободительной армии Китая. Штаб округа базируется в Пекине. В состав округа входят три группы армий, Пекинский гарнизон и другие воинские соединения. Командующим округом является генерал-полковник У Янань, комиссаром — генерал-полковник Сюй Дэцин.  

## География
В состав округа входит территория городов Пекин и Тяньцзинь, провинций Хэбэй, Шаньси, Шэньси, Хэнань и Хубэй, а также прилегающая акватория залива Бохайвань.

## История
Центральный военный округ создан 1 февраля 2016 года в результате масштабной военной реформы на основе расформированных Пекинского военного округа и Цзинаньского военного округа.

## Структура
Центральным округом управляет начальник Генерального штаба округа, которому подчиняются два заместителя, отвечающие за сухопутные силы и авиацию. В подчинении Генштаба округа находится Командный центр совместных операций, который отвечает за боевые операции, боевую подготовку, разведку, снабжение и мобилизацию. Департамент политических работ отвечает за подбор кадров, воспитание и пропаганду среди военнослужащих идей Компартии. Дисциплинарный инспекторский комитет следит за партийной дисциплиной и моральным обликом военнослужащих. Каждая провинция и муниципалитет центрального подчинения имеют своё военное командование, которое подчиняется командующему военным округом.

## Сухопутные войска
Штаб сухопутный войск Центрального округа расположен в Шицзячжуане (Хэбэй). Основу наземных сил составляют три группы армий — 81-я группа армий, 82-я группа армий и 83-я группа армий.

### Группы армий
- 81-я группа армий (Чжанцзякоу)
  - 7-я тяжёлая общевойсковая бригада (Датун)
  - 70-я лёгкая общевойсковая бригада (Таншань)
  - 162-я общевойсковая бригада (Аньян)
  - 189-я общевойсковая бригада
  - 194-я тяжёлая общевойсковая бригада
  - 195-я тяжёлая общевойсковая бригада (Юйтянь)
  - 81-я артиллерийская бригада
  - 81-я бригада противовоздушной обороны
  - 81-я бригада армейской авиации
  - 81-я бригада специальных операций
  - 81-я бригада ядерной, биологической и химической защиты
  - 81-я бригада материально-технического обеспечения

- 82-я группа армий (Баодин)
  - 6-я тяжёлая общевойсковая бригада (Пекин)
  - 80-я общевойсковая бригада (Луцюань)
  - 112-я тяжёлая общевойсковая бригада (Гаобэйдянь)
  - 127-я общевойсковая бригада (Лоян)
  - 151-я тяжёлая общевойсковая бригада (Баодин)
  - 188-я тяжёлая общевойсковая бригада (Тайюань)
  - 196-я лёгкая общевойсковая бригада (Тяньцзинь)
  - 82-я артиллерийская бригада
  - 82-я бригада противовоздушной обороны
  - 82-я бригада армейской авиации (Баодин)
  - 82-я бригада специальных операций
  - 82-я бригада ядерной, биологической и химической защиты
  - 82-я бригада материально-технического обеспечения

- 83-я группа армий (Синьсян)
  - 11-я тяжёлая общевойсковая бригада (Цюэшань)
  - 58-я общевойсковая бригада (Сюйчан)
  - 60-я общевойсковая бригада (Синьян)
  - 113-я общевойсковая бригада
  - 131-я общевойсковая бригада
  - 161-я десантно-штурмовая бригада (Синьсян)
  - 193-я общевойсковая бригада (Сюаньхуа)
  - 83-я артиллерийская бригада
  - 83-я бригада противовоздушной обороны
  - 83-я бригада армейской авиации
  - 83-я бригада специальных операций
  - 83-я бригада ядерной, биологической и химической защиты
  - 83-я бригада материально-технического обеспечения

На вооружении армейской авиации стоят вертолёты Harbin Z-20. Военнослужащие 82-й группы армий участвуют в миротворческой миссии в Судане.

### Другие подразделения
- 5-я бригада рекогносцировочной разведки
- 5-я бригада информационной поддержки
- 5-я бригада радиоэлектронной борьбы
- 32-я лодочно-мостовая бригада
- 41-я инженерная бригада (Пекин)

Также в состав сухопутных войск Центрального округа входят Совместная тактическая учебная база в Цюэшань, Девятая комплексная учебная база в Сюаньхуа и Десятая комплексная учебная база в Чанчжи.
Кроме того, на территории Центрального округа расквартированы подразделения военной полиции, в том числе Первый мобильный корпус, Пекинский корпус и спецподразделение Снежный барс (Пекин).

## Пекинский гарнизон
- 1-я гвардейская дивизия (Хайдянь)
  - 3-й пехотный полк
  - 4-й полк быстрого реагирования
  - 5-й полк быстрого реагирования
  - Центральный гвардейский отряд
  - Батальон почётного караула

- 3-я гвардейская дивизия (Тунчжоу) 
  - 11-й показательный полк
  - 13-й полк особой безопасности
  - Бронетанковый полк
  - Артиллерийский полк
  - Полк противовоздушной обороны
  - Батальон поддержки

- Учебный корпус офицеров запаса
- Резервный артиллерийский дивизион (Хуайжоу)
- Резервный полк химической защиты (Сичэн)

Главная задача Пекинского гарнизона — охрана стратегических объектов, таких как штабы Народно-освободительной армии Китая, Сухопутных войск, Военно-воздушных сил, Военно-морских сил, Ракетных войск, Войск связи, Сил стратегического обеспечения, Главного разведывательного управления, Главного политического управления, Главного управления тыла, Главного управления вооружения и военной техники, Народной вооружённой милиции и Береговой охраны.

## Военно-воздушные силы
Штаб ВВС Центрального округа расположен в Пекине, штаб Воздушно-десантного корпуса ВВС расположен в Сяогане, основные авиабазы расположены в Пекине (Наньюань, Тунчжоу, Яньцин, Сицзяо и Шахэчжэнь), Тяньцзине (Цзинхай и Янцунь), Чжанцзякоу, Шицзячжуане, Таншане, Цзуньхуа, Гучэне, Цансяне, Чжочжоу, Динсине, Исяне, Датуне, Шочжоу, Динсяне (Утайшань), Хуайжэне, Юнцзи, Сиане (Яньлян, Ланьтянь и Линьтун), Сяньяне, Угуне, Чэнгу, Чжэнчжоу, Кайфыне, Шанцю, Ухане (Цзянся, Хуанпи и Синьчжоу), Шияне (Уданшань), Гуаншуе и Данъяне. База по ремонту самолётов и двигателей расположена в Данъяне.
- 1-я учебная бригада (Сяньян и Шицзячжуан)
- 2-я учебная бригада (Юнцзи)
- 3-я учебная бригада (Динсин)
- 4-я учебная бригада (Цзинхай)
- 19-я авиационная бригада (Чжанцзякоу)
- 21-я авиационная бригада (Яньцин)
- 43-я авиационная бригада (Хуайжэнь)
- 52-я авиационная бригада (Цзянся)
- 56-я авиационная бригада (Чжэнчжоу)
- 70-я авиационная бригада (Цзуньхуа)
- 72-я авиационная бригада (Янцунь)
- 170-я авиационная бригада (Гучэн)
- 1-я транспортная дивизия Воздушно-десантного корпуса (Гуаншуй)
- 3-я транспортная дивизия Воздушно-десантного корпуса (Сяогань)
- 4-я транспортная дивизия Воздушно-десантного корпуса (Хуанпи)
- 7-я дивизия истребительной авиации (Чжанцзякоу)
- 15-я дивизия истребительной авиации (Шочжоу)
- 24-я дивизия истребительной авиации (Тяньцзинь)
- 34-я дивизия транспортной авиации (Пекин)
- 43-я воздушно-десантная дивизия (Кайфын)
- 44-я воздушно-десантная дивизия (Гуаншуй)
- 45-я воздушно-десантная дивизия (Хуанпи)
- 20-й авиационный полк (Таншань)
- 37-й авиационный полк (Кайфын)
- 38-й авиационный полк (Синьчжоу)
- 39-й авиационный полк (Данъян)
- 45-й авиационный полк (Утайшань)
- 48-й авиационный полк (Тунчжоу)
- 53-й авиационный полк (Шиянь)
- 57-й авиационный полк (Шанцю)
- 59-й авиационный полк (Ланьтянь)
- 71-й авиационный полк (Исянь)
- 100-й полк транспортной авиации (Сицзяо)
- 102-й авиационный полк (Наньюань)
- 107-й авиационный полк (Линьтун)
- 108-й авиационный полк (Угун)
- Учебный полк (Цансянь)
- Полк аэросъёмки (Чэнгу)
- Пилотажная группа имени 1 августа (Янцунь)

На вооружении ВВС округа стоят истребители Chengdu J-7, Chengdu J-10 и Shenyang J-11, штурмовики Nanchang Q-5, бомбардировщики Xian H-6, учебные самолёты Hongdu JL-8, Guizhou JL-9 и Hongdu JL-10, самолёты воздушного наблюдения Ан-30 и Harbin Y-12, транспортные самолёты Ил-76, Xian Y-7, Shaanxi Y-8, Harbin Y-12 и Xian Y-20, самолёты-заправщики Ил-78, вертолёты Changhe Z-8, Harbin Z-9 и WZ-10. Высшее командование НОАК обслуживают самолёты Boeing 737, Airbus A319, Bombardier CRJ, Ту-154 и Learjet 45.
На пекинской авиабазе Шахэчжэнь расположен Китайский музей авиации.

## Ракетные войска
- 63-я база (Хуайхуа)
  - 631-я бригада (Цзинчжоу)

- 64-я база (Ланьчжоу)
  - 641-я бригада (Ханьчэн)
  - 642-я бригада (Датун)
  - 644-я бригада (Ханьчжун)

- 66-я база (Лоян)
  - 661-я бригада (Линбао)
  - 662-я бригада (Луаньчуань)
  - 663-я бригада (Наньян)
  - 664-я бригада (Лоян)
  - 666-я бригада (Синьян)

- 67-я база (Баоцзи)
  - Институт инспекции оборудования
  - Полк технического обслуживания
  - Транспортный полк
  - Полк связи
  - Учебный полк

На вооружении ракетных войск Центрального округа стоят баллистические ракеты Дунфэн-4, Дунфэн-5, Дунфэн-26 и Дунфэн-31. Важную роль в китайской ракетной и ядерной программе играет главный центр хранения и подготовки ядерного оружия в Тайбае (Баоцзи), известный как База № 67.

## Силы стратегического обеспечения
- 25-я экспериментальная учебная база или космодром Тайюань (Синьчжоу)
- 26-я экспериментальная учебная база или Центр управления спутниками (Сиань)[18]
- 33-я экспериментальная учебная база или Центр испытаний электронного оборудования (Лоян)
- 36-я база Департамента сетевых систем (Пекин)
- 37-я база Военно-космической разведки (Линьтун)
- 38-я база Департамента сетевых систем (Кайфын)[19]
- Центр управления космическими полётами (Пекин)
- Центр управления космическими полётами (Ухань)
- Корпус астронавтов НОАК (Пекин)
- Радиоастрономическая станция ССО (Миюнь)
- Подразделение 61726 (Ухань)
- 58-й НИИ Департамента сетевых систем (Пекин)

## Материально-техническое обеспечение

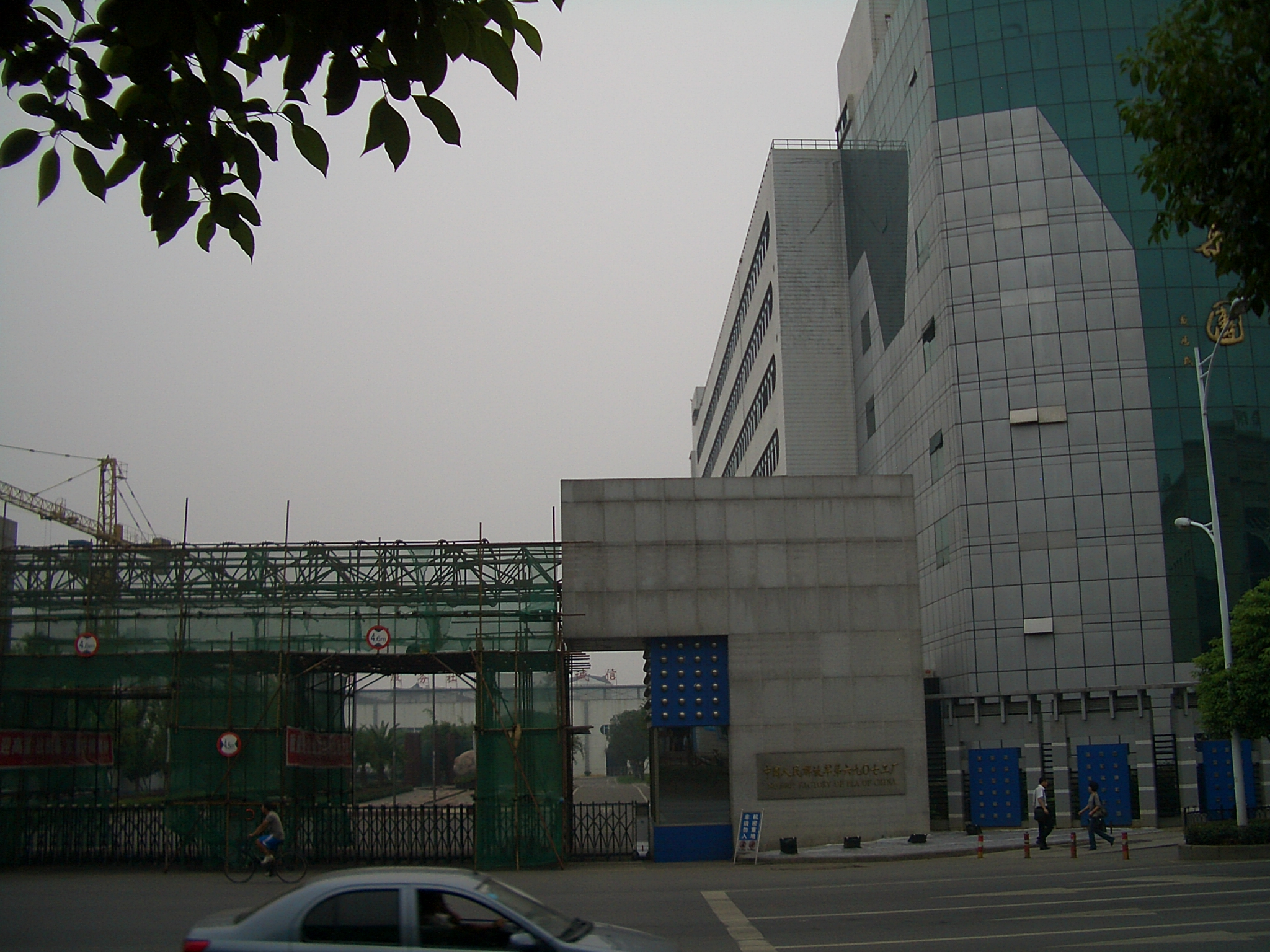
6907-й завод в Ухани

Штаб МТО Центрального округа расположен в Чжэнчжоу (Хэнань).
- База МТО (Чжэнчжоу)
- База МТО (Ухань)
- 3545-й завод НОАК по пошиву форменной одежды и экипировки (Ухань)
- 3604-й завод НОАК по ремонту крупногабаритной техники сухопутных войск (Ухань)
- 3641-й завод НОАК по пошиву форменной одежды и экипировки (Ухань)
- 6907-й завод НОАК (Ухань)
- 9603-й завод НОАК по ремонту техники инженерных войск (Ухань)

## Учебные и научно-исследовательские учреждения

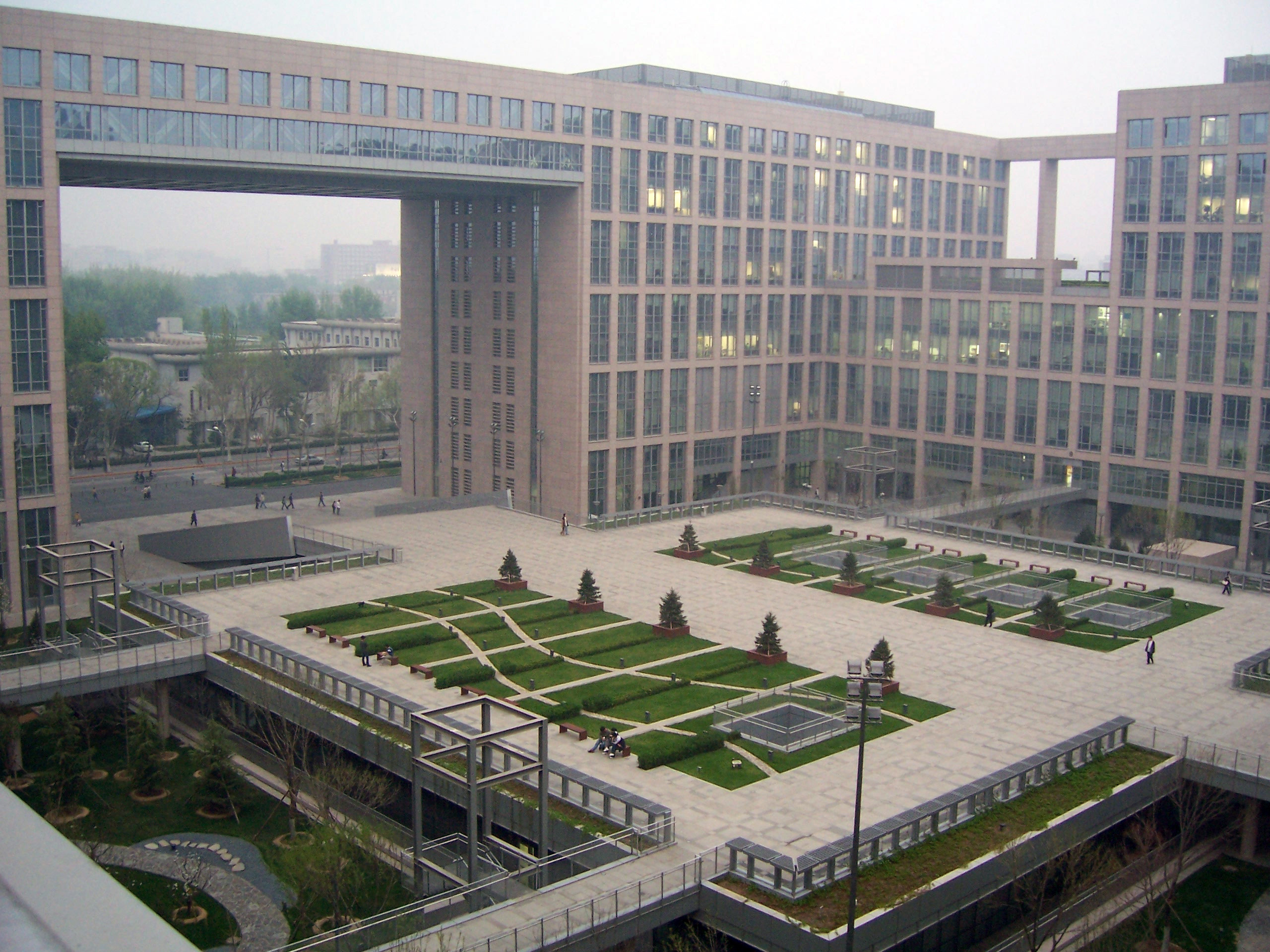
Бэйханский университет

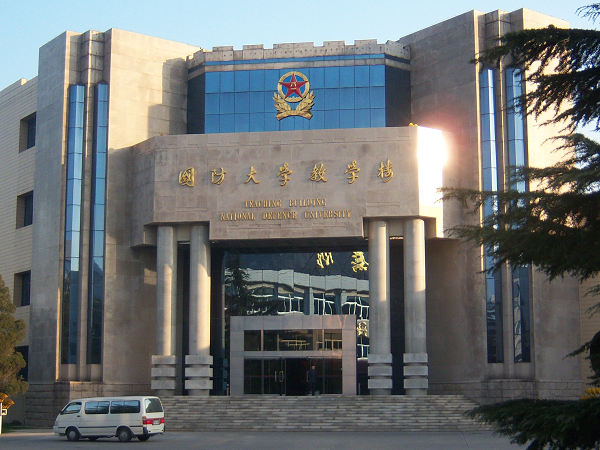
Университет национальной обороны

- Академия военных наук НОАК (Пекин)[21]
- Командная академия ВВС (Пекин)
- Инженерная академия бронетанковых войск (Пекин)
- Академия военно-медицинских наук (Пекин)
- Инженерная академия транспорта НОАК (Тяньцзинь)
- Академия Народной вооружённой милиции Китая (Ланфан)
- Университет национальной обороны НОАК (Пекин)
- Бэйханский университет (Пекин)
  - Научно-исследовательский институт по проектированию БПЛА[22]
- Четвертый военно-медицинский университет или Военно-медицинский университет ВВС (Сиань)
- Университет аэрокосмической инженерии ССО (Пекин)
- Университет информационной инженерии ССО (Чжэнчжоу)
  - Кампус университета информационной инженерии ССО (Лоян)
- Инженерный университет ВМС (Ухань)
- Ракетный инженерный институт Инженерного университета ВВС (Сяньян)
- Инженерный институт Инженерного университета ВВС (Сиань)
- Инженерный институт телекоммуникаций ВВС (Сиань)
- Радиолокационный институт ВВС (Ухань)
- Институт психологической войны НОАК (Сиань)
- Институт психологической войны НОАК (Пекин)
- Военный институт иностранных языков (Пекин)
- Военный институт иностранных языков (Лоян)
- Командное училище сухопутных войск (Шицзячжуан)
- Командное училище ракетных войск (Ухань)
- Командное училище связи (Ухань)
- Командное училище тыла (Пекин)
- Командно-техническое училище вооружений (Пекин)
- Командно-инженерное училище химической защиты (Пекин)
- Высшее военное училище экономики НОАК (Ухань)
- Училище сухопутных войск (Сиань)
- Училище сухопутных войск (Шицзячжуан)
- Артиллерийское училище (Сюаньхуа)
- Училище тыла ВМС (Тяньцзинь)
- Инженерное училище ракетных войск (Сиань)
- Инженерное училище вооружений (Шицзячжуан)
- Инженерное училище народной вооруженной милиции (Сиань)
- Военно-техническая школа младшего офицерского состава Сухопутных войск (Ухань)
- Учебный центр по ведению информационного противоборства (Ухань)
- НИИ бронетанковой техники (Датун)[23]
- Китайский институт атомной энергии (Пекин) 
  - Китайский экспериментальный реактор на быстрых нейтронах (Пекин)
- Национальный инновационный институт оборонных технологий (Пекин)[24]
  - Исследовательский центр автономных систем (Пекин)
  - Центр исследований искусственного интеллекта (Пекин)
- Институт слежения и телекоммуникационных технологий (Пекин)
- Северо-Западный институт ядерных технологий (Сиань)
- 365-й НИИ беспилотных летательных аппаратов при Северо-Западном политехническом университете (Сиань)[22]
- 712-й НИИ судовых электрических приводов (Ухань)
- 717-й НИИ оптоэлектронной техники (Ухань)
- 722-й НИИ судовой связи (Ухань)[25]
- Национальный центр океанских технологий (Тяньцзинь)   
  - Центр по разработке подводных и надводных боевых роботов (Тяньцзинь)[26]

## Медицинские учреждения

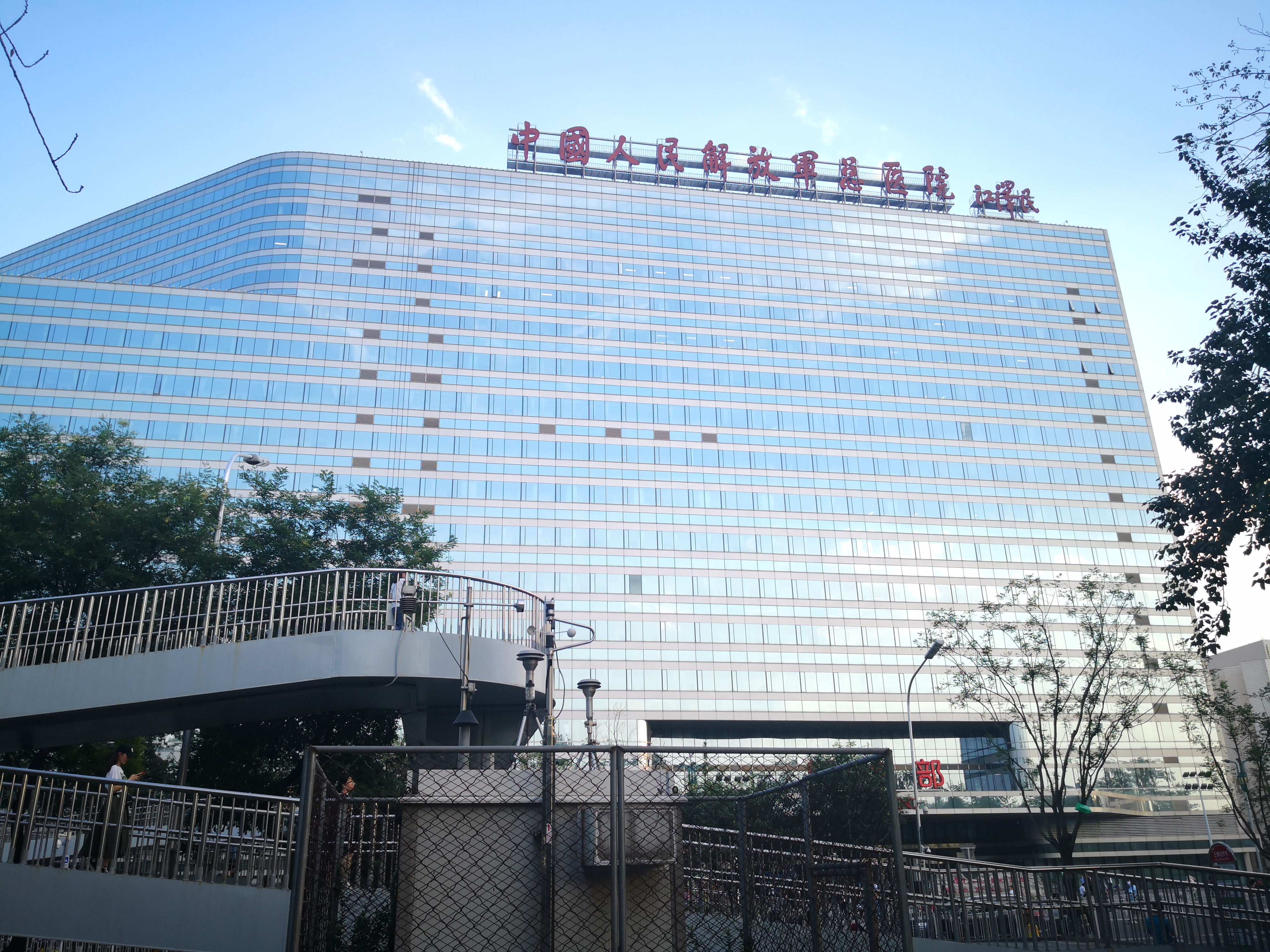
301-й военный госпиталь

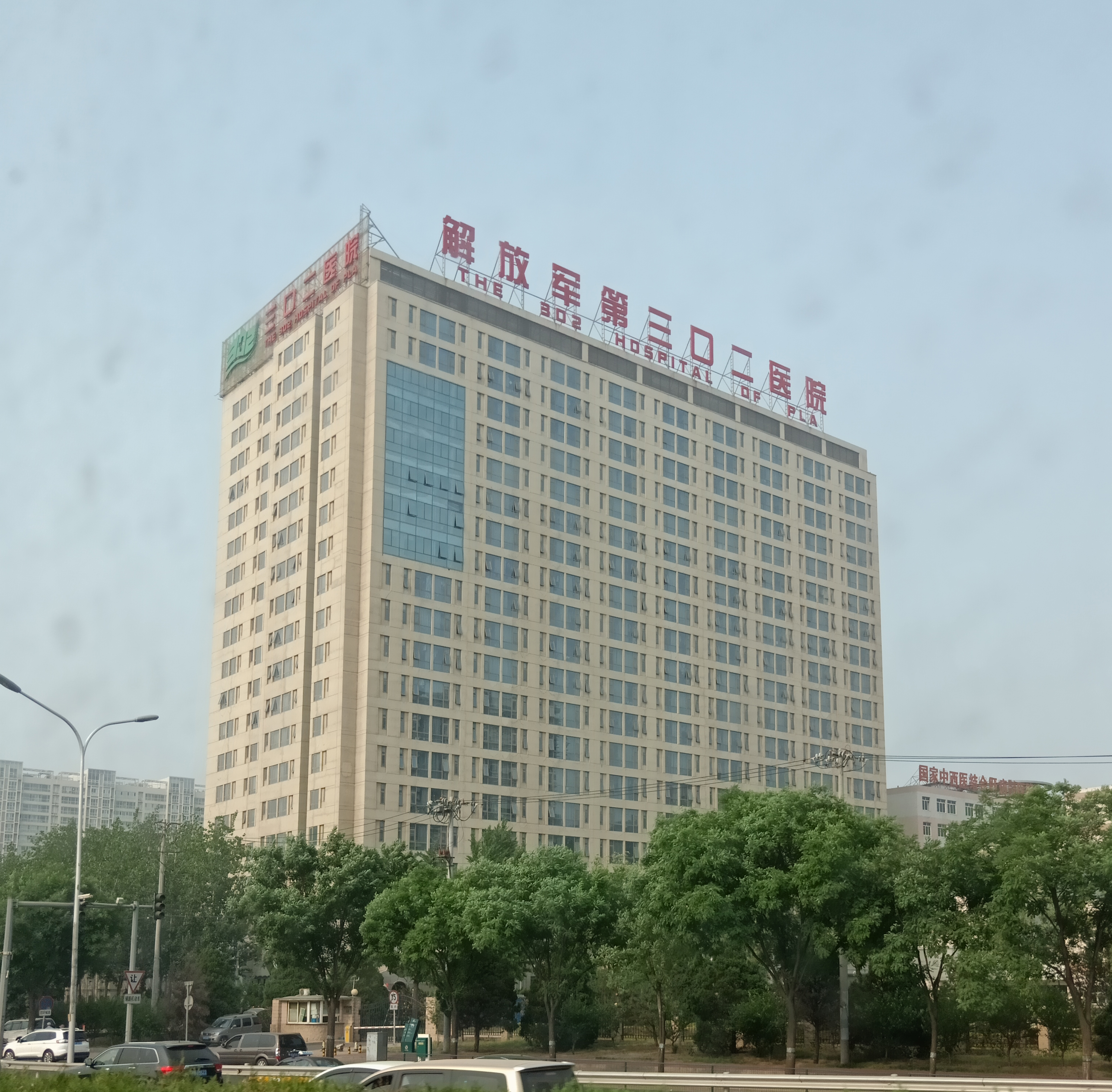
302-й военный госпиталь

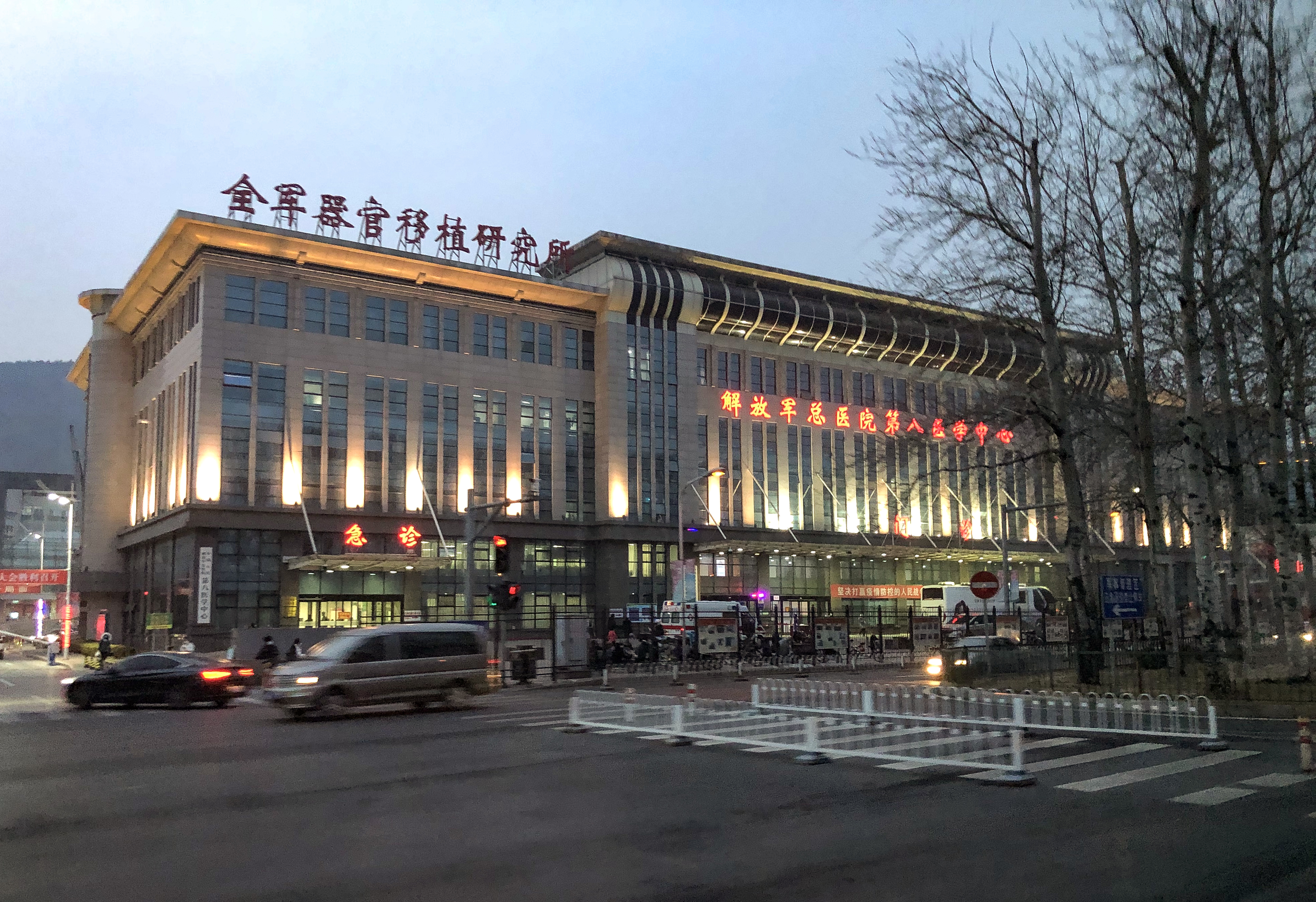
8-й медицинский центр

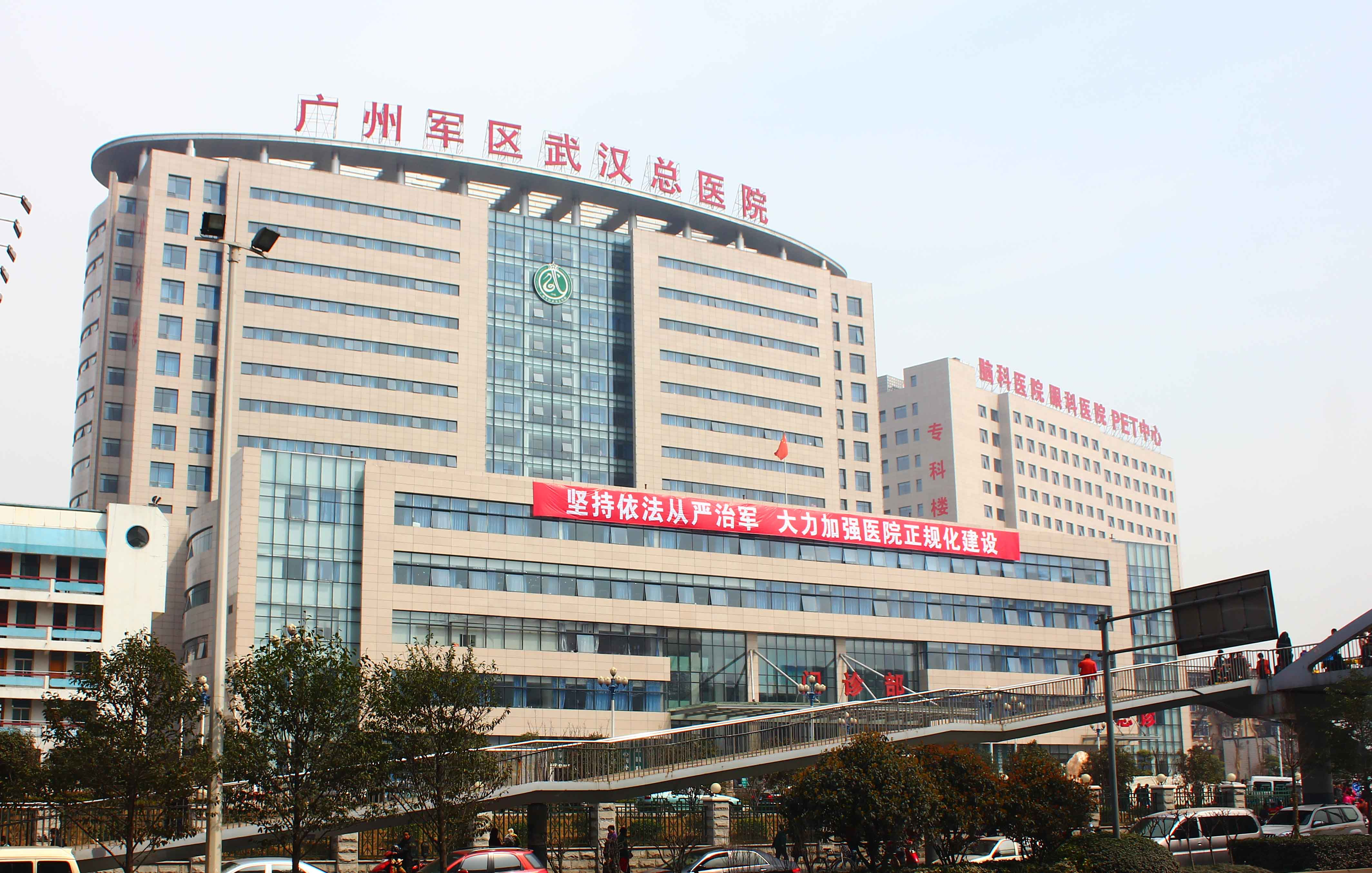
Уханьский военный госпиталь

- 301-й военный госпиталь или Главный военный госпиталь НОАК (Пекин)
  - 1-й медицинский центр Главного госпиталя НОАК (Пекин)
  - 2-й медицинский центр Главного госпиталя НОАК (Пекин)
  - 3-й медицинский центр Главного госпиталя НОАК (Пекин)
  - 4-й медицинский центр Главного госпиталя НОАК (Пекин)
  - 5-й медицинский центр Главного госпиталя НОАК (Пекин)
    - 302-й военный госпиталь (Пекин)
    - 307-й военный госпиталь (Пекин)

  - 6-й медицинский центр Главного госпиталя НОАК (Пекин)
  - 7-й медицинский центр Главного госпиталя НОАК (Пекин)
  - 8-й медицинский центр Главного госпиталя НОАК (Пекин)
- Главный военный госпиталь Центрального округа (Пекин)
- Главный военный госпиталь Ракетных войск (Пекин)
- Главный военный госпиталь ВВС (Пекин)
- Военный госпиталь Военно-медицинского университета ВВС (Сиань)
- Уханьский военный госпиталь Центрального округа (Ухань)
- Ханькоуский военный госпиталь Центрального округа (Ухань)
- 3-й военный госпиталь Объединённого штаба Центрального военного совета (Пекин)
- Военный госпиталь Сил охраны Центрального военного совета (Шицзячжуан)
- Военный госпиталь Сил охраны Центрального военного совета (Тайюань)
- Военный госпиталь Сил охраны Центрального военного совета (Баоцзи)
- Военный госпиталь Сил охраны Центрального военного совета (Пиндиншань)
- 316-й военный госпиталь или Главный военный госпиталь Сил стратегического обеспечения (Пекин)
- 986-й военный госпиталь ВВС (Бэйлинь)
- 988-й военный госпиталь сил МТО (Чжэнчжоу)

## Учреждения культуры
- Академия искусств НОАК (Пекин)
- Центральный театр НОАК (Пекин)
- Киностудия имени 1 августа (Пекин)
- Телеканал CCTV-7 (Пекин)